# Myriactis
Myriactis é um género botânico pertencente à família Asteraceae.